# Excréments d'arthropodes
 (février 2025).
La mise en forme du texte ne suit pas les recommandations de Wikipédia : il faut le « wikifier ».
Les points d'amélioration suivants sont les cas les plus fréquents. Le détail des points à revoir est peut-être précisé sur la page de discussion.
- Les titres sont pré-formatés par le logiciel. Ils ne sont ni en capitales, ni en gras.
- Le texte ne doit pas être écrit en capitales (les noms de famille non plus), ni en gras, ni en italique, ni en « petit »…
- Le gras n'est utilisé que pour surligner le titre de l'article dans l'introduction, une seule fois.
- L'italique est rarement utilisé : mots en langue étrangère, titres d'œuvres, noms de bateaux, etc.
- Les citations ne sont pas en italique mais en corps de texte normal. Elles sont entourées par des guillemets français : « et ».
- Les listes à puces sont à éviter, des paragraphes rédigés étant largement préférés. Les tableaux sont à réserver à la présentation de données structurées (résultats, etc.).
- Les appels de note de bas de page (petits chiffres en exposant, introduits par l'outil «  Source ») sont à placer entre la fin de phrase et le point final[comme ça].
- Les liens internes (vers d'autres articles de Wikipédia) sont à choisir avec parcimonie. Créez des liens vers des articles approfondissant le sujet. Les termes génériques sans rapport avec le sujet sont à éviter, ainsi que les répétitions de liens vers un même terme.
- Les liens externes sont à placer uniquement dans une section « Liens externes », à la fin de l'article. Ces liens sont à choisir avec parcimonie suivant les règles définies. Si un lien sert de source à l'article, son insertion dans le texte est à faire par les notes de bas de page.
- La présentation des références doit suivre les conventions bibliographiques. Il est recommandé d'utiliser les modèles {{Ouvrage}}, {{Chapitre}}, {{Article}}, {{Lien web}} et/ou {{Bibliographie}}. Le mode d'édition visuel peut mettre en forme automatiquement les références.
- Insérer une infobox (cadre d'informations à droite) n'est pas obligatoire pour parachever la mise en page.

Pour une aide détaillée, merci de consulter Aide:Wikification.
Si vous pensez que ces points ont été résolus, vous pouvez retirer ce bandeau et améliorer la mise en forme d'un autre article.

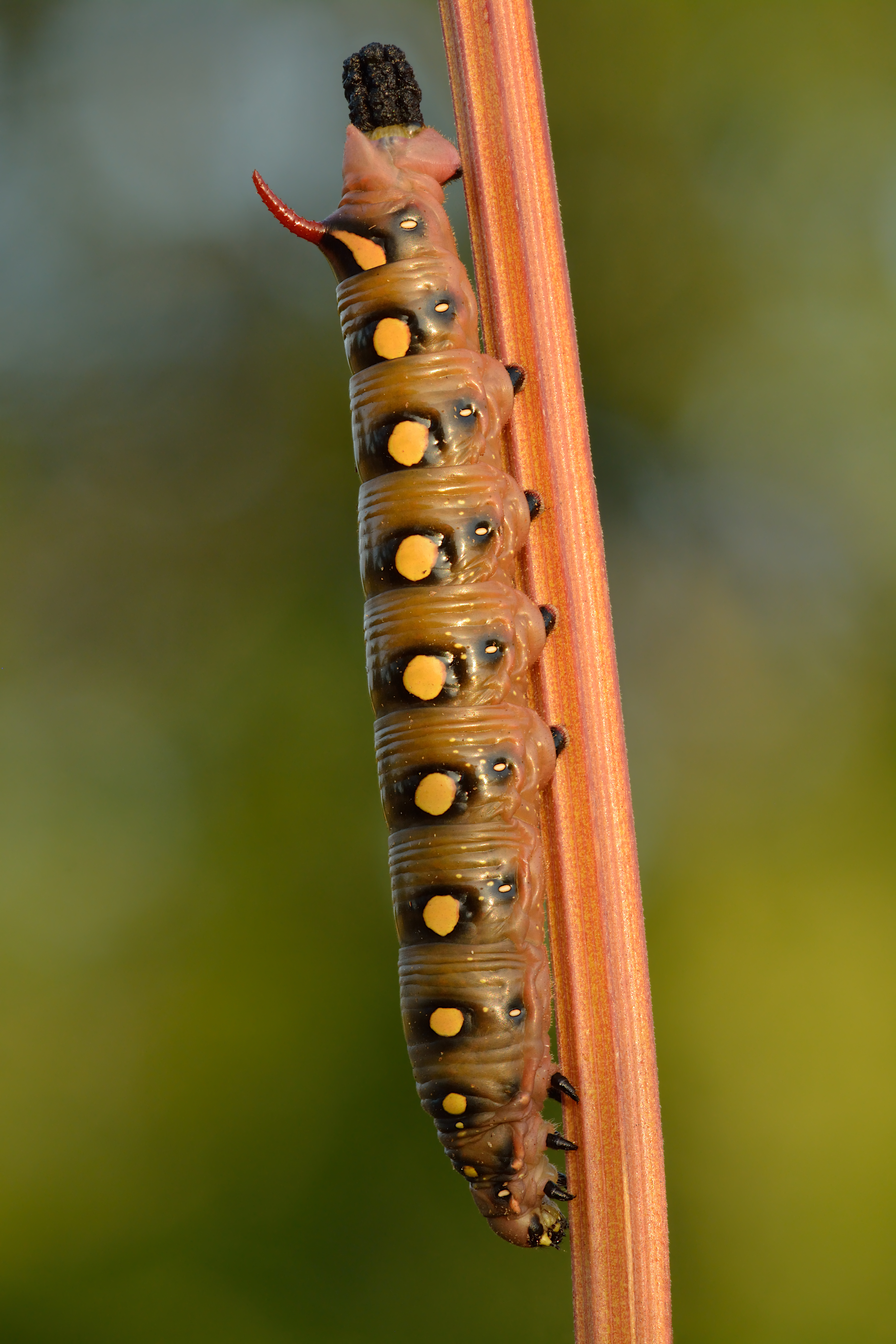
Chenille de sphinx du gaillet laissant des frass (excréments) derrière elle.

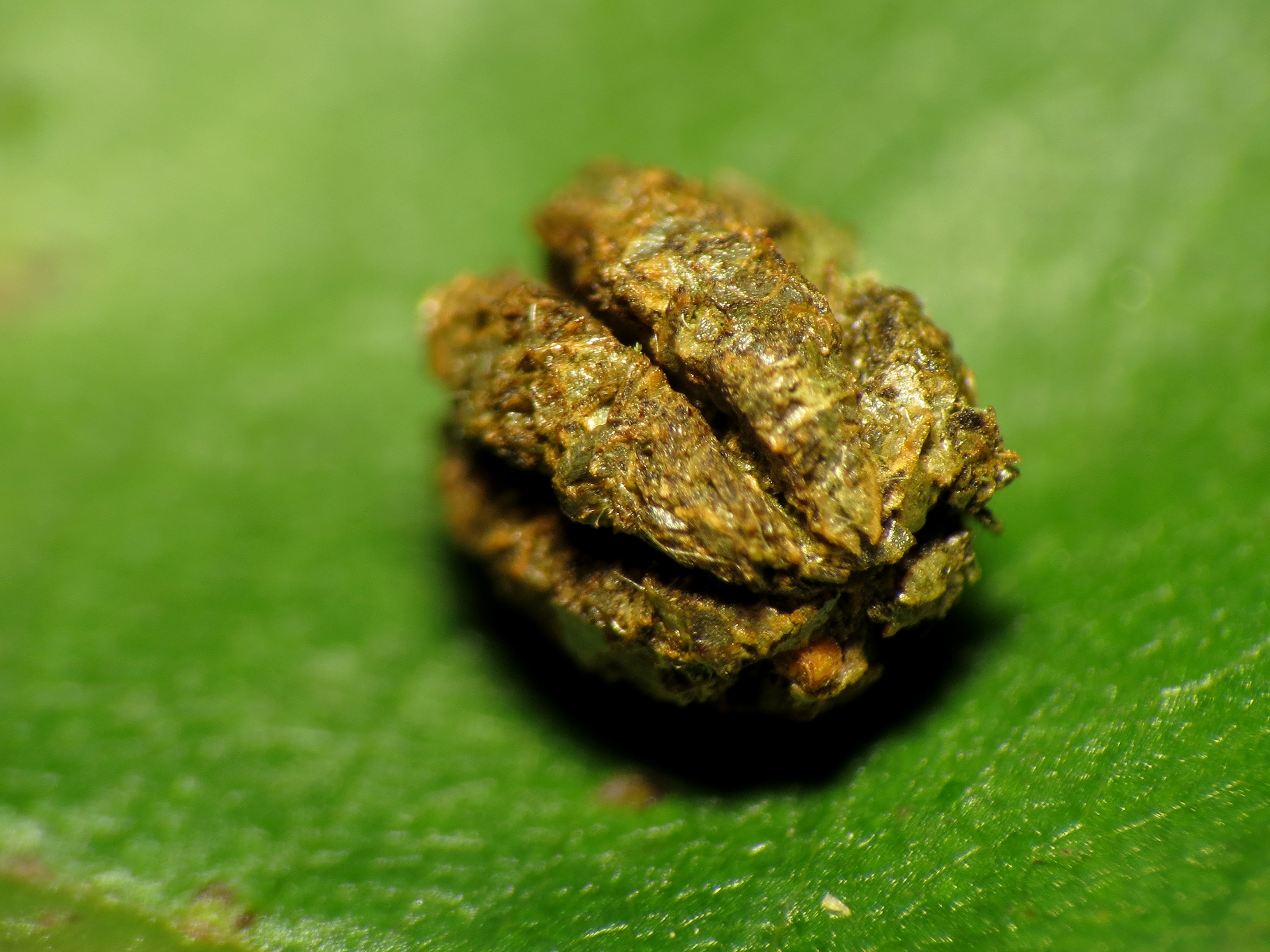
Structure typique d'une boulette de déjections d'une grosse chenille.

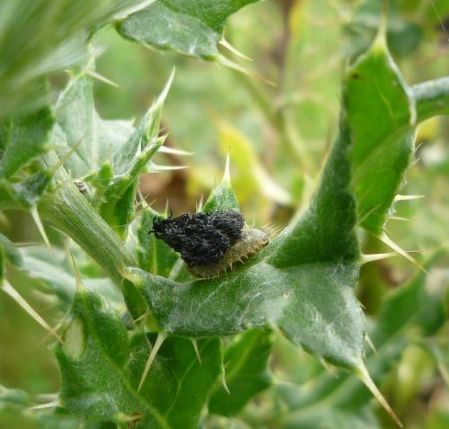
Larve tortue-chardon transportant une masse de ses propres excréments, comme moyen de défense contre d'éventuels prédateurs.

Le mot « frass » désigne de manière vague les excréments plus ou moins solides des insectes ou d'autres arthropodes et de leurs larves. Le mot frass peut aussi recouvrir certaines autres matières apparentées (exsudats). Certains insectes se recouvrent de leurs propres excréments, ce qui peut éloigner tout ou partie de leurs prédateurs potentiels.
En tant que matière fécale très riche en nutriment de qualité, le frass joue dans les écosystèmes un rôle majeur dans le cycle du carbone, le cycle du phosphore et le cycle de l'azote, et la production du sol, notamment. En raison du déclin des populations d'insectes, les sols (y compris agricoles) sont privés d'une grande quantité de nutriments autrefois apportés par le frass.
Issu d'un élevage d'insectes (entomoculture de mouches noires ou de vers de farine par exemple, ou d'autres insectes comestibles), le frass a un pouvoir fertilisant ou méthanogène égal à celui des fumiers utilisés dans les méthaniseurs. Ces usages sont encore émergents. Une évaluation holistique des risques, coûts et avantages (y compris écologiques et socioéconomiques) est nécessaires pour mieux cerner d'éventuels risques en termes de sécurité, et l'intérêt de valorisation ces excréments pour la production agricole dans une économie circulaire.

## Définition, étymologie
Le mot Frass vient de l'allemand Fraß, qui signifie l'absorption de nourriture par un animal.
Les anglophones l'appliquent, plus largement, à tout résidu excrété (excrétat) par les insectes (excréments et autres restes mâchés par exemple que les insectes laissent derrière eux), bien le mot ne désigne pas les fluides tels que le miellat.
L'usage de ce mot en anglais remonte au milieu du XIXe siècle au plus tard,. Les sources techniques anglaises modernes n'en proposent pas de définition précise.
Un glossaire du début du XXe siècle parle d'« ... excréments ; généralement les boulettes excrétées par les chenilles ». Dans certains contextes, les excréments désignent principalement des matières fines et mastiquées, souvent poudreuses, que les insectes phytophages ou saproxylophages rejettent après avoir ingéré les tissus végétaux (ou les champignons qui dégradent le bois) aussi complètement que leur physiologie le leur permet. D'autres exemples courants de ces types d'excréments comprennent les matières fécales laissées par les larves de carpocapse qui se nourrissent à l'intérieur des fruits ou des graines, ou que les larves de Terastia meticulosalis laissent lorsqu'elles creusent dans la moelle des brindilles d’Erythrina.
Différentes formes, tailles, couleurs, textures et apparences d’excréments peuvent résulter de la nature de la nourriture et des systèmes digestifs des espèces d’insectes qui ont excrété la matière.
Par exemple, de nombreuses chenilles, en particulier les grandes chenilles mangeuses de feuilles appartenant à des familles telles que les Saturniidae, produisent des boulettes moulées de manière assez élaborée qui peuvent être visibles sur le sol sous les plantes dont elles se nourrissent. Dans les tunnels qu'ils creusent dans l'épaisseur même des feuilles, les mineuses des feuilles laissent généralement des résidus d'excréments amorphes visibles issus de la pulpe du mésophylle (excréments qui ne remplissent généralement pas le tunnel).
Parfois, ces traces sont les seuls indices faciles à observer de la présence de certains arthropodes.
Chez les insectes saproxylophages, en revanche, les larves de la plupart des Lyctus éjectent en partie leurs excréments finement granuleux hors de leurs tunnels au fur et à mesure qu'elles le creusent dans le bois champignonné dont elles se nourrissent, tandis que les larves de la plupart des Cerambycidae du bois sec laissent leurs excréments compactés dans les tunnels derrière elles. De nombreuses autres espèces forant le bois laissent également derrière elles des tunnels remplis de déjections sèches, qui peuvent être soit finement poudreuses, soit grossièrement agglomérés constituées de restes ayant l'apparence de sciure. Il est possible qu'il s'agisse d'une défense contre d'autres larves de foreurs, dont de nombreuses espèces sont cannibales, ou que cela puisse réduire les attaques de certains types d'acariens prédateurs ou absorber les fluides (résine ou sève) qu'un arbre vivant pourrait sécréter dans le tunnel.
Des excréments fibreux et lâches de certains papillons de nuit de la famille des Cossidae, tels que Coryphodema tristis, peuvent être observés dépassant de l'embouchure de leurs tunnels dans les troncs d'arbres, en particulier peu de temps avant leur émergence en tant que papillons adultes. À cet égard, leurs excréments diffèrent des excréments poudreux des scolytes tels que Lyctus.
Selon les espèces considérées, les tunnels des foreurs sont creusés dans le bois mort sec ou en cours de décomposition par des champignons saproxylophages, ou encore sous l'écorce, dans les tissus libériens relativement mous et nutritifs, morts ou vivants, etc. l'apparence du frass reflète plus ou moins ces contextes.
Beaucoup d'insectes foreurs ne disposent pas des enzymes leur permettant de digérer la cellulose ou la lignine du bois. Certains ne se nourrissent que de bois déjà attaqué par des levures, bactéries et/ou champignons spécialisés, organismes eux mêmes éventuellement stimulés par les excrétions et les sécrétions des insectes.
D'autres arthropodes comme les termites disposent d'enzymes spécialisés et/ou dépendent plus ou moins de champignons qu'ils vont littéralement transporter et cultiver sur le bois pour le rendre comestible. Le taxon Ambrosia désigne nom d'un groupe de micro-champignons vivant en symbiose avec certaines espèces de jardiniers-coléoptères saproxylophages qui, via ce partenariat (et sans doute grâce aussi à des bactéries associées) colonisent et consomment le bois mort, le bois d'arbres malades et parfois, mais beaucoup plus rarement le bois d'un arbre apparemment sain.
Comme les termites et certaines fourmis, quelques coléoptères eusociaux (phénomène très rare chez les coléoptères) cultivent à l'abri de la lumière d'importants réseaux de galeries jardinées bactério-fongiques où il se nourrissent.
Les scolytes transportent avec eux des spores du champignon Sirex noctilio avec son partenaire fongique Amylostereum areolatum, et bien d'autres.
Par extension, dans un sens sensiblement différent, le terme « frass » peut aussi faire référence à la poudre de bois excavés que les fourmis charpentières, les abeilles charpentières et d'autres insectes ayant des habitudes de forage du bois similaires éjectent de leurs galeries pendant le processus de creusement de tunnels. Dans ces cas, il ne s'agit pas d'excréments, car les insectes creusent des tunnels pour construire un nid, mais ils ne mangent pas le bois ni les champignons qui poussent dans le bois mort. Le matériau qu'ils rejettent en creusant des tunnels n'a pas traversé leur intestin. À l'œil nu, ces matériaux ne sont pas facile à distinguer des excréments.

## Considérations écologiques
Le contact avec les excréments amène les plantes à sécréter de la chitinase en réponse à leurs niveaux élevés de chitine. Dans quelques cas documentés, les excréments (comme ceux de la chenille légionnaire d'automne) peuvent réduire les défenses herbivores des plantes.
De manière générale, les excréments sont riches en nutriments, et ce sont des inoculants microbiens souhaitables, en particulier les inoculants du sol qui favorisent notamment la formation de compost. Les lombrics contribuent à enfouir et disséminer dans le volume du sol ces nutriments et les microbes issus du microbiomes des insectes qui les ont excrétés.
Certaines espèces d'insectes, au stade larvaire le plus souvent, accumulent leurs excréments et s'en recouvrent soit pour dissimuler leur présence, soit comme couverture répugnante pour leurs prédateurs potentiels.

## Utilisations
De nombreuses études ont examiné les utilisations potentielles des excréments, notamment pour la production agricole (par exemple, les engrais), la production de biogaz et les produits pharmaceutiques (par exemple, les médicaments et les cosmétiques).
En 2025, dans l'Union européenne (UE), quatre espèces d’insectes sont autorisées comme nouveaux aliments (règlement d’exécution (UE) 2017/2470 de la Commission), et huit sont autorisées pour l’alimentation animale (règlement (UE) 142/2011 de la Commission) (Commission européenne, 2011, 2017) ce qui va encourager la création de nouveaux élevages.
Par ailleurs, le recyclage de déchets organiques à l’aide d’insectes (« entomocompostage » notamment) et de leurs larves suscite une attention croissante. Dans le contexte du développement croissant d'élevages d'insectes et de leurs larves, leurs excréments (frass) tendent à devenir une ressource exploitable, comme engrais/amendement de qualité (si les aliments consommés par les insectes n'étaient pas contaminés par des éléments non dégradables tels que des métaux lourds, métalloïdes toxiques et d'autres polluants éternels (dont résidus de pesticides),,.
Éventuellement issus d'élevages d'insectes comestibles, le frass a un pouvoir fertilisant important, ainsi que des propriétés de biostimulant et de stimulant du système immunitaire.
Dans le domaine des engrais organiques intéressant notamment l'agriculture biologique, cette matière fécale issue d'espèces très éloignées de l'Humain présente un contenu en micronutriments plus varié et riche, que les engrais chimiques ou le compost classique. Par rapport aux excréments humains et d'animaux d'élevages industriels ou domestiques, cet intrant présente, au vu des connaissances actuelles, l'avantage d'une bien meilleure innocuité chimique et microbiologique bien que des études soient encore nécessaires, à propos du risque de transmission de prions ou d'autres contaminants par exemple, dans certains contextes.
Les politiques et les réglementations (européennes notamment) évoluent de manière à permettre le déploiement des élevages d'insectes et la valorisation de leurs sous-produits. Des modèles mathématiques et informatiques ont été récemment développés, avec l'aide de l'intelligence artificielle parfois, pour optimiser les conditions de production et d’application du frass ; « Ces modèles ont été utilisés pour quantifier la concentration et la libération de nutriments, les effets des nutriments dans l’agroproduction et le traitement des engrais. Le présent document traite également des perspectives d’utilisation de ces modèles, y compris l’élaboration de modèles plus complets et plus précis et l’intégration avec des technologies émergentes telles que l’Internet des objets » ; "Des algorithmes d’apprentissage automatique ont été utilisés pour prédire la quantité optimale d’engrais organiques nécessaire à la production en agriculture de précision, par exemple par Ramezanpour Mahmoud Reza et Farajpour Mostafa, un examen des modèles basés sur l’apprentissage automatique pour prédire la quantité optimale de fumier de vache nécessaire à la production agricole en Iran a été effectué. Leur modèle a prédit avec précision la quantité optimale de fumier de vache, ce qui a permis d’augmenter le rendement des cultures et de réduire la pollution de l’environnement. Ramezanpour et Farajpour ont utilisé des réseaux de neurones artificiels et des algorithmes génétiques pour prévoir et améliorer la production de bananes dans les serres tout en étudiant l’azote, le potassium et le magnésium en tant que variables indépendantes. Angouria-Tsorochidou et Thomsen ont utilisé un modèle de simulation de type Monte Carlo pour estimer la probabilité de dépassement des limites réglementaires de concentration en métaux lourds dans les engrais organiques. Le rendement des cultures et la prédiction des engrais recommandés à l’aide d’algorithmes d’apprentissage automatique ont été mis en œuvre par Bondre et Mahagaonkar pour aider les agriculteurs à prendre des décisions concernant les engrais appropriés à utiliser pour les cultures. Afin d’identifier les paramètres physico-mécaniques critiques pour l’administration d’engrais organiques granulaires, diverses recherches ont construit des modèles numériques d’épandage. Par exemple, dans, un modèle de simulation dans le programme EDEM (extended distinct element method) pour l’administration d’engrais organiques granulaires avec un épandeur centrifuge a été exploré. Il a été montré que le modèle peut être utilisé pour évaluer l’homogénéité transversale de l’engrais dans le champ (simulation de l’application d’engrais organique granulaire par épandeur centrifuge le long de la trajectoire normale à la machine),.
Ces excréments ont des qualités les rendant intéressants pour l'agriculture biologique et soutenable (ils améliorent la productivité tout en réduisant l’impact environnemental de l'agriculture, s'ils sont sains et produit de manière soutenable), notamment en zone tropicale aride ou dégradée,, avec notamment une importante teneur en azote bioassimilable.
Les excréments de certaines espèces ont été scientifiquement plus étudiés, en raison du fait que ces espèces étaient déjà couramment utilisées en laboratoire ou élevées pour d'autres usages (culinaires y compris), c'est le cas par exemple de la larve du ténébrion du meunier (Tenebrio molitor),,.

## Sécurité sanitaire (chimique et microbiologique)
Par sécurité, avant de les utiliser, les excréments d'arthropodes peuvent faire l'objet d'un traitement désinfectant ou préparatoire, afin de minimiser les risques, tout en préservant les avantages des excréments.
Les traitements thermiques suivis d’une réduction du taux d'humidité semblent encourageants pour atteindre l’innocuité microbiologique tout en préservant les avantages des excréments. Les effets de ces traitement sur les éventuels contaminants chimiques présents dans le frass n’ont pas encore été explorés.
Des études complémentaires doivent encore combler les lacunes dans les données utiles. Elles doivent permettre de hiérarchiser les dangers, évaluer et anticiper certains risques.

## Galerie

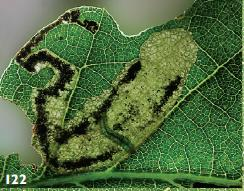
Excréments visibles dans la partie d'une feuille de chêne minée par la larve de dernier stade du papillon Ectoedemia heckfordi.
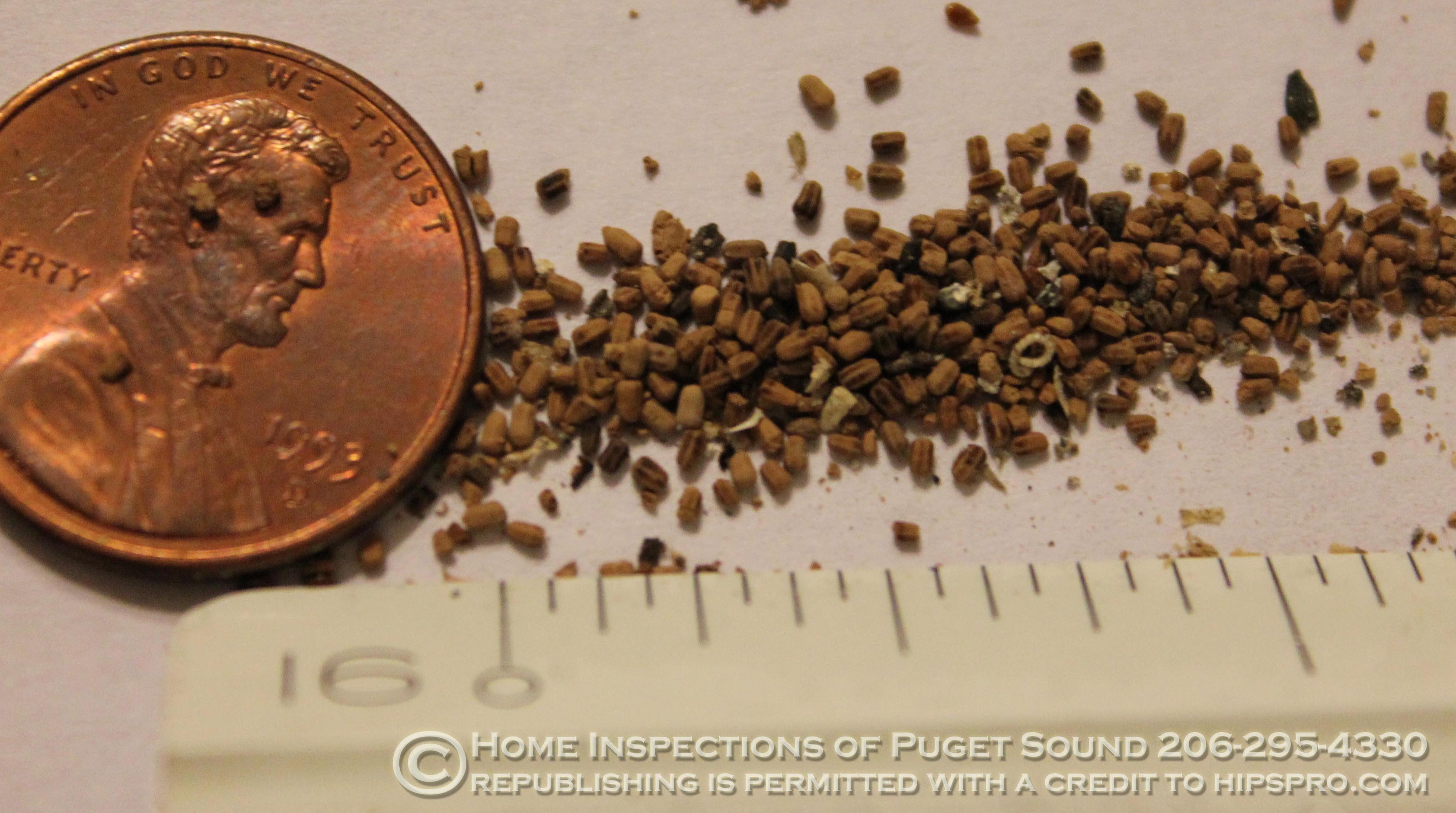
Excréments de termite du bois humide, signe d'une infestation.
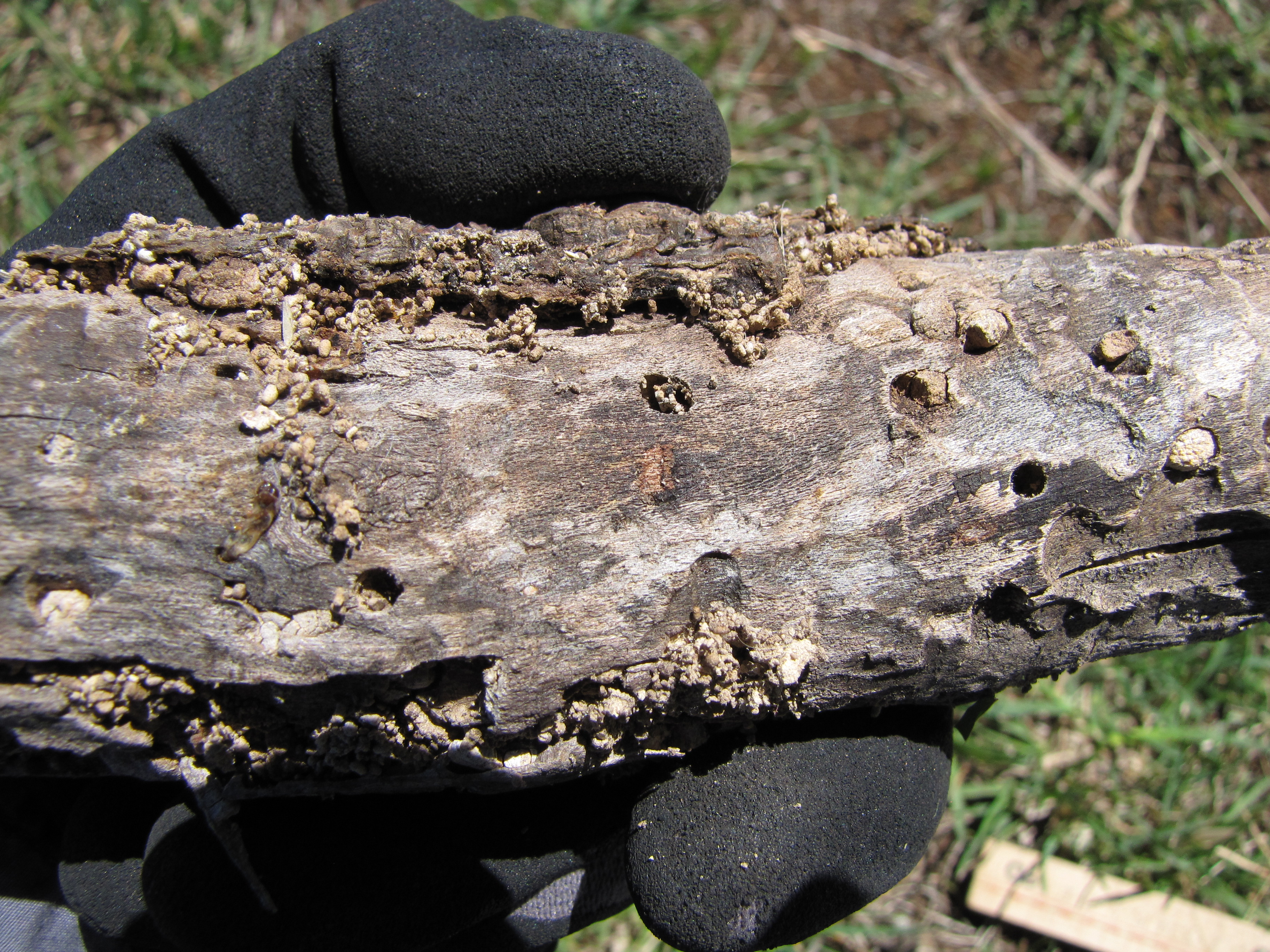
Les galeries de coléoptères xylophages sont souvent emplies d'excréments.
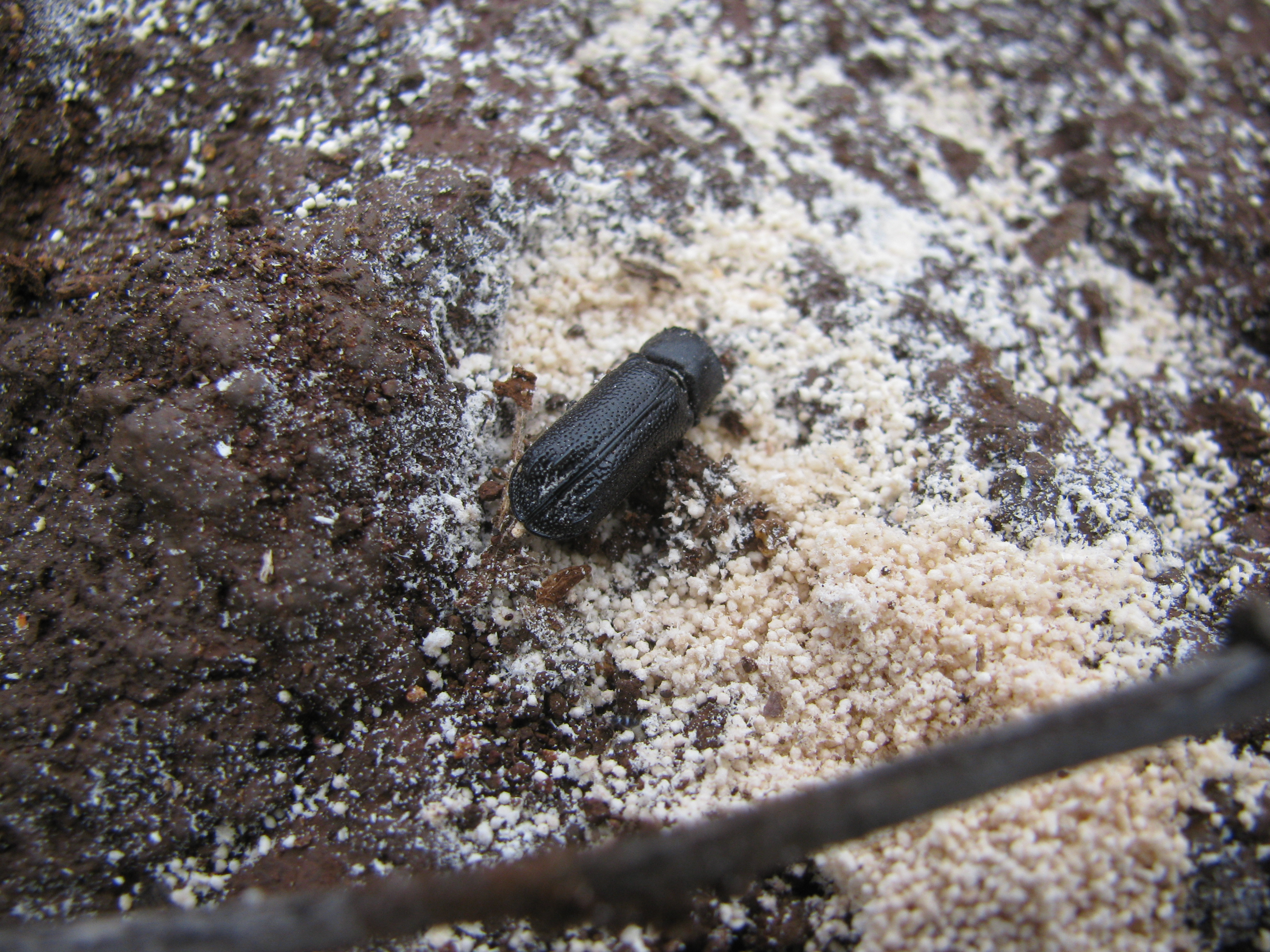
Poussière d'excréments typique des scolytes bostricides.
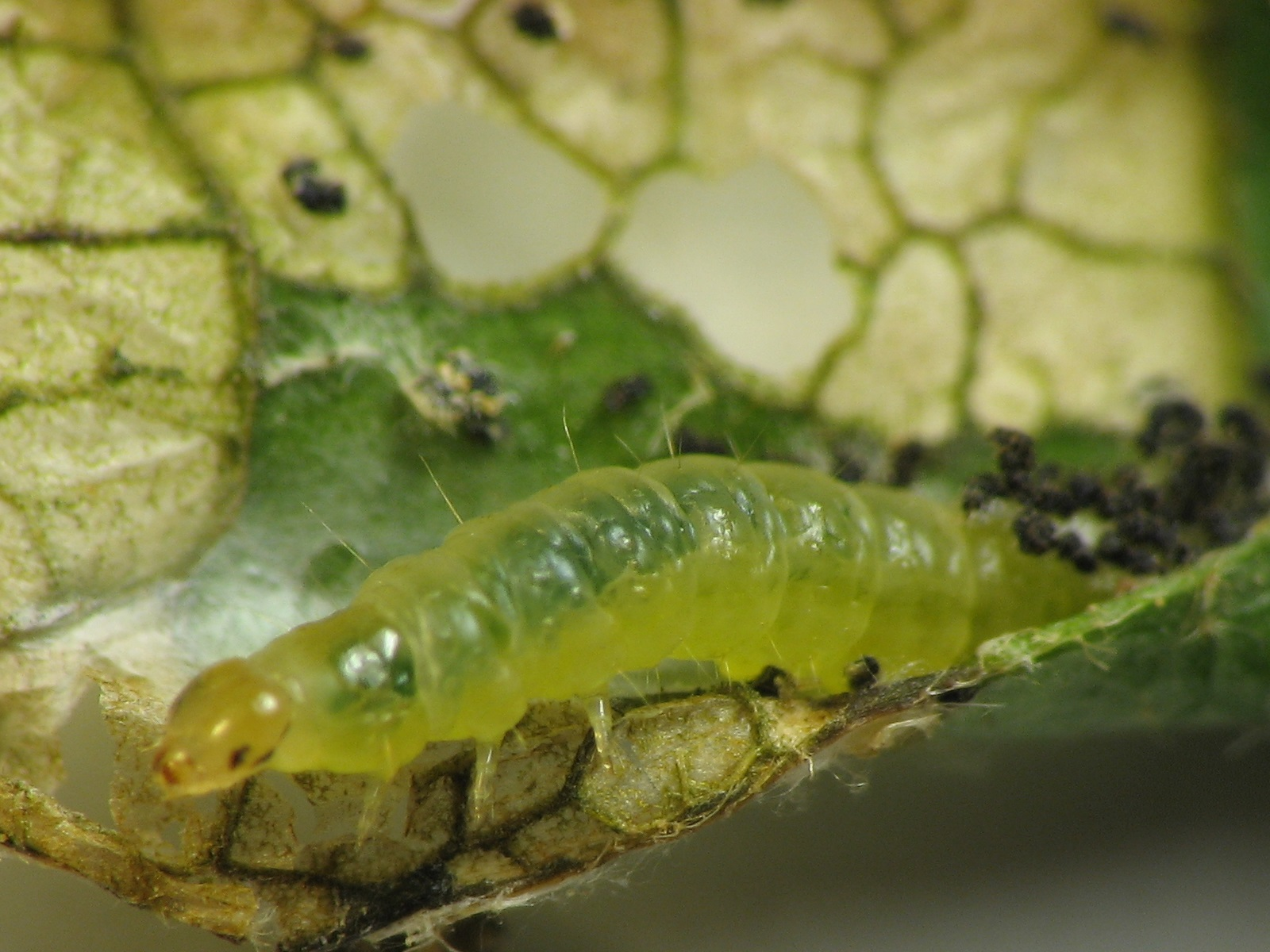
Larve du papillon Pandemis limitata.